# Penguin Island (ö i Australien, Western Australia)
Penguin Island är en ö i Australien. Den ligger i delstaten Western Australia, omkring 42 kilometer söder om delstatshuvudstaden Perth. Arean är 0,12 kvadratkilometer.
Runt Penguin Island är det tätbefolkat, med 257 invånare per kvadratkilometer. Genomsnittlig årsnederbörd är 1 018 millimeter. Den regnigaste månaden är maj, med i genomsnitt 176 mm nederbörd, och den torraste är februari, med 9 mm nederbörd.